# Rhadinaea vermiculaticeps
Rhadinaea vermiculaticeps — вид змій родини полозових (Colubridae). Ендемік Панами.

## Поширення і екологія
Rhadinaea vermiculaticeps мешкають на території Карибської низовини і сусідніх передгір'їв на заході Панами. Вони живуть у вологих тропічних лісах, серед опалого листя. Зустрічаються на висоті від 200 до 850 м над рівнем моря.

## Збереження
МСОП класифікує стан збереження цього виду як близький до загрозливого. Rhadinaea vermiculaticeps загрожує знищення природного середовища.